# Paratyndaris variabilis
Paratyndaris variabilis es una especie de escarabajo barrenador metálico del género Paratyndaris, de la familia Buprestidae, orden Coleoptera.

## Distribución
Se distribuye por la ecozona del Neotrópico.

## Taxonomía
Fue descrita por Westcott en 2000 y publicada en Westcott R. L. Four new species of Paratyndaris Fisher from Baja California Sur, Mexico (Coleoptera: Buprestidae). Giornale Italiano di Entomologia 9(1998):137-142. (2000).